# スウォーズマン
『スウォーズマン』は、作家金庸の武俠小説『秘曲 笑傲江湖』をベースに、香港で制作された映画シリーズ。これまで3作品が制作されている。金庸原作の映画化のなかでは、珍しく興行的に成功した作品。ただし、監督たちによる奔放な脚色がなされ、原作とは遠くはなれている。

## シリーズ作品

### スウォーズマン 剣士列伝
1990年、原題：笑傲江湖、英題：Swordsman。第10回香港電影金像奨 最優秀アクション指導賞受賞作品。日本では1991年5月の第3回香港電影博で『スウォーズ・マン』の邦題で上映されたが、劇場公開はされず『スウォーズマン 剣士列伝』の邦題でビデオ化された後、1997年7月にJSBで放送された。さらにその後DVD化されている。

#### キャスト
| 役名                       | 俳優               | 日本語吹替 |
| 役名                       | 俳優               | VHS版      |
| -------------------------- | ------------------ | ---------- |
| リン・コチュウ（令狐冲）   | サミュエル・ホイ   | 檀臣幸     |
| ツァイツァイ（岳霊珊）     | イップ・トン       | 岩坪理江   |
| オウヨウ（欧陽全）         | ジャッキー・チュン | 家中宏     |
| イン（任盈盈）             | チョン・マン       | 岡本麻弥   |
| 東廠の長官（古金福）       | ラウ・シュン       | 石森達幸   |
| ラン・ホウオウ（藍鳳鳳）   | フェニー・ユン     | 木藤聡子   |
| ツォー・レイゼン（左冷禅） | ユン・ワー         | 大友龍三郎 |
| オク・フグン（岳不羣）     | ラウ・シューミン   | 池田勝     |
| コク老人（曲洋）           | ラム・チェンイン   | 北川勝博   |
| リュウ道士（劉正風）       | ウー・マ           | 辻親八     |
| 風清揚                     | ハン・インチェ     | 城山堅     |
| ラム（林震南）             | ガム・サン         | 秋元羊介   |

#### スタッフ
- 監督：キン・フー[1]、ツイ・ハーク、チン・シウトン、レイモンド・リー
- 原作：金庸『秘曲 笑傲江湖』
- 脚本：クワン・マンリョン、ウォン・イン、ラム・ケイトー、ラウ・ダイモク、エドワード・リョン、ダイ・フーホー
- 撮影：アーディ・ラム、ピーター・パウ
- 音楽：ジェームズ・ウォン、ロメオ・ディアズ（英語版）
- 製作：ツイ・ハーク
- 武術指導：チン・シウトン、劉志豪

### スウォーズマン 女神伝説の章
1992年、原題：笑傲江湖之二 東方不敗、英題：Swordsman2。前作とはキャストを一新している。日本では1994年12月23日公開。
原作の東方不敗は、強さを求めるため、去勢して性差を超越した存在になった。その妖しい存在感をブリジット・リンは見事に演じ、以降「男装の麗人」役が定着していき、『秘曲 笑傲江湖』を題材としたこれ以後の映像作品では、東方不敗というキャラクターはブリジット・リンが演じた本作のそれに準ずるキャラクター付けが一般的となった。しかし、原作者の金庸は、東方不敗が美女になるというのは、東方不敗がそれなりの高年であるという原作の意図とはかけ離れており、そもそも女優が東方不敗を演じたことに不満を持っている。
強大な力を持つ「東方不敗」が日月教の教祖を幽閉し、苗族を支配するという部分は同じだが、秀吉軍から逃れた信長側の残党が、日本からやってきて苗族と結託するという、原作にはない荒唐無稽なストーリーが追加されている。

#### キャスト
| 役名                     | 俳優               | 日本語吹替 |
| ------------------------ | ------------------ | ---------- |
| リン・コチュウ（令狐冲） | ジェット・リー     | 池田秀一   |
| 東方不敗                 | ブリジット・リン   | 幸田直子   |
| ツァイツァイ（烏鴉嘴）   | ミッシェル・リー   | 岡村明美   |
| イン（任盈盈）           | ロザムンド・クワン | 玉川砂記子 |
| ヤン・ゴーハン（任我行） | ヤン・サイクーン   | 麦人       |
| ラン（藍鳳凰）           | フェニー・ユン     | 冬馬由美   |
| 忍者・服部               | レイ・チーホン     | 大友龍三郎 |
| セン（向問天）           | ラウ・シュン       | 福田信昭   |

#### スタッフ
- 監督：チン・シウトン
- 原作：金庸『秘曲 笑傲江湖』
- 脚本：ツイ・ハーク、チャン・ティンスン、タン・ピクイン
- 撮影：トム・ラウ
- 音楽：リチャード・ユエン
- 編集：マルコ・マック
- 武術指導：チン・シウトン、マー・ユクシン、ユン・ブン、チャン・イウシン
- 製作：ツイ・ハーク

### スウォーズマン 女神復活の章
1993年、原題：東方不敗 風雲再起、英題：The East is Red。『スウォーズマン 女神伝説の章』において、ブリジット・リン演じる東方不敗が大きな話題となったことから作られたスピンオフ作品。日本では1995年1月14日公開。

#### キャスト
| 役名                           | 俳優             | 日本語吹替 |
| ------------------------------ | ---------------- | ---------- |
| 東方不敗                       | ブリジット・リン | 幸田直子   |
| スノー（シウ）（雪千尋）       | ジョイ・ウォン   | 勝生真沙子 |
| クー・チョウフウ提督（顧長風） | ユー・ロングァン | 堀秀行     |
| 白髪の老人ノア（阿諾）         | ラウ・シュン     |            |
| ダイ（戴祖氏）                 | ジーン・ウォン   |            |
| チン（汗青）                   | エディ・コー     | 中村秀利   |
| リン（凌風）                   | 鄭君熾           |            |
| チン（キン）将軍（田啓雲）     | リー・カーティン | 糸博       |
| 霧隠雷蔵                       | 役者名不明       | 金尾哲夫   |
| ゴリダ将軍（古列将軍）         | 役者名不明       | 田中正彦   |
| 妓遊地の頭領（妓女老大）       | キングダム・ユン |            |

#### スタッフ
- 監督・企画：チン・シウトン、レイモンド・リー
- 脚本：ツイ・ハーク、ロイ・ゼットー、カーボン・チョン
- 撮影：トム・ラウ
- 音楽：ウィリアム・フー
- 武術指導：チン・シウトン、マー・ユクシン、ラム・ディクオン
- 製作：ツイ・ハーク